# Ван Дейк, Эллен
Эллен ван Дейк (нидерл. Ellen van Dijk; род. 11 февраля 1987) — нидерландская профессиональная шоссейная и трековая велогонщица, чемпионка мира и Европейских игр. В своей карьере добилась звания четырёхкратной чемпионки Нидерландов.

## Биография
Эллен ван Дейк родилась в Хармелене, отец — Нико, мать — Аннек, имеет двух старших братьев.

### Статистика выступления наГранд-турах
| Гонка / Год          | 2007           | 2008           | 2009           | 2010           | 2011           | 2012           | 2013           | 2014           | 2015           | 2016           | 2017           | 2018           | 2019           | 2020           | 2021           | 2022           |
| -------------------- | -------------- | -------------- | -------------- | -------------- | -------------- | -------------- | -------------- | -------------- | -------------- | -------------- | -------------- | -------------- | -------------- | -------------- | -------------- | -------------- |
| Тур де л'Од феминин  | 62             | 66             | —              | —              | не проводилась | не проводилась | не проводилась | не проводилась | не проводилась | не проводилась | не проводилась | не проводилась | не проводилась | не проводилась | не проводилась | не проводилась |
| Джиро д’Италия Донне | —              | —              | —              | DNF            | 94             | —              | 24             | 26             | 23             | —              | —              | 33             | —              | 27             | 35             | —              |
| Тур де Франс Фамм    | не проводилась | не проводилась | не проводилась | не проводилась | не проводилась | не проводилась | не проводилась | не проводилась | не проводилась | не проводилась | не проводилась | не проводилась | не проводилась | не проводилась | не проводилась | 30             |
| Ла Вуэльта Фамм      | не проводилась | не проводилась | не проводилась | не проводилась | не проводилась | не проводилась | не проводилась | не проводилась | не проводилась | не проводилась | не проводилась | не проводилась | не проводилась | 4              | 12             | —              |

### Рейтинги
| Год                 | 2006 | 2007 | 2008 | 2009 | 2010 | 2011 | 2012 | 2013 | 2014 | 2015 | 2016 | 2017 | 2018 | 2019 | 2020 | 2021 | 2022 | 2023 | 2024 |
| ------------------- | ---- | ---- | ---- | ---- | ---- | ---- | ---- | ---- | ---- | ---- | ---- | ---- | ---- | ---- | ---- | ---- | ---- | ---- | ---- |
| Мировой рейтинг UCI | 99-й | 35-й | 79-й | 52-й | 23-й | 13-й | 19-й | 3-й  | 12-й | 13-й | 10-й | 4-й  | 8-й  | 25-й | 10-й | 13-й | 20-й | -    | 68-й |
| Мировой кубок UCI   | -    | -    | -    | -    | -    | -    | -    | 3-й  | 7-й  | -    |      |      |      |      |      |      |      |      |      |
| Мировой тур UCI     |      |      |      |      |      |      |      |      |      |      | 34-й | 8-й  | 10-й | 28-й | 14-й | 27-й | 50-й | -    | 60-й |
|                     |      |      |      |      |      |      |      |      |      |      |      |      |      |      |      |      |      |      |      |
| Источник: UCI       |      |      |      |      |      |      |      |      |      |      |      |      |      |      |      |      |      |      |      |